# Häxprocesserna i Malmö

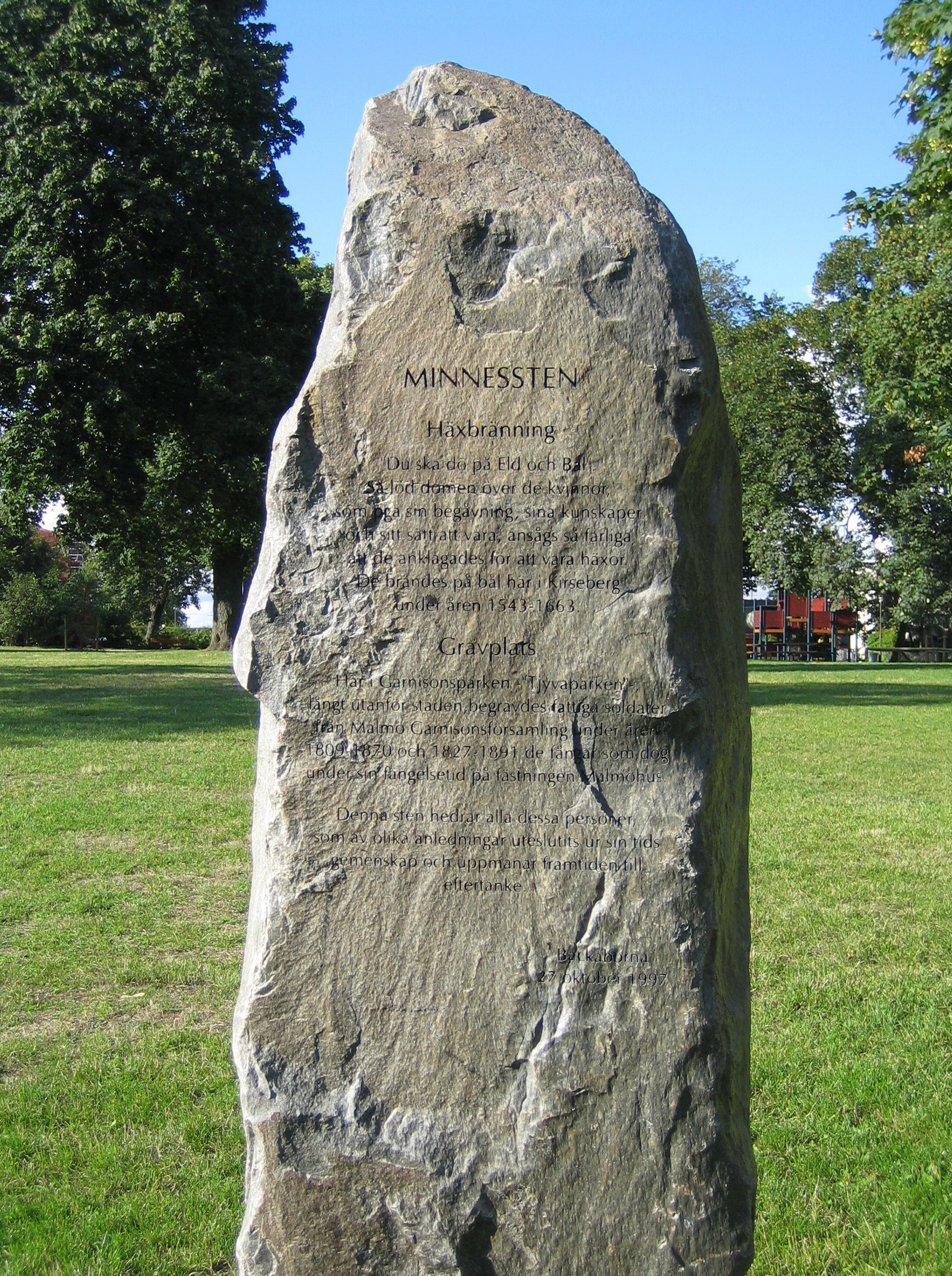
Minnessten för häxprocesserna i Garnisonsplanteringen ("Tjyvaparken") på Kirseberg i Malmö.

Häxprocesserna i Malmö inträffade i synnerhet under slutet av 1500-talet och början av 1600-talet, när staden tillhörde Danmark. Häxprocesserna skedde ungefär ett sekel före Det stora oväsendet. Malmö och Skåne var vid tiden en del av Danmark, och man följde därför dansk trolldomslag. Rättegångarna skedde på stortorget framför Malmö rådhus och fångarna hölls fängslade i rådhuskällaren där de också torterades. Det totala antalet rättegångar uppgick till 63. Av de åtminstone 83 anklagade personerna avrättades 38 genom att brännas levande på bål.

## Samhället under häxprocesserna

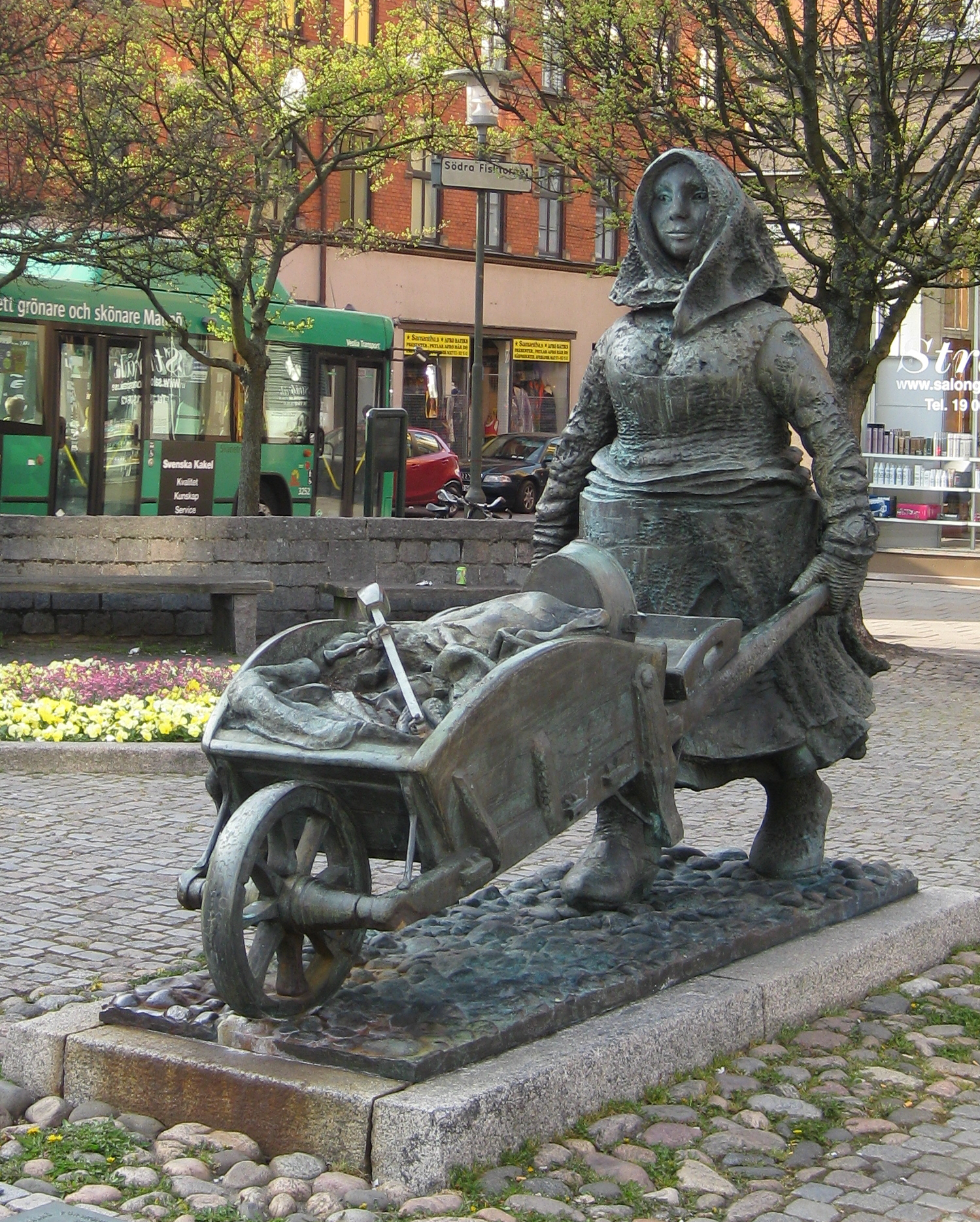
Skulpturen Sillagumma, brons, av Gunnel Frieberg på Södra Fisktorget i Malmö. Den invigdes den 8 oktober 1980 och motivet är en fiskarkvinna från Limhamn med en "rullebör" på väg till Malmö för att sälja sill.

Malmö var under medeltiden Danmarks näst största stad efter Köpenhamn, och blev en ledande skånsk handelsstad redan runt år 1300. Sillfisket och Skånemarknaden, en av Nordeuropas viktigaste varumarknader, spelade stor roll för den ekonomiska utvecklingen. Sillen i Öresund var bland de mest värdefulla varorna i den hanseatiska handeln under den framväxande handelskapitalismen.
Under tidigt 1500-tal hade Malmö ett nytt uppsving, bland annat på grund av sjöfart och handel. 1527 verkade borgmästare Jörgen Kock för att reformera staden, och reformationen med den nya kristna läran var genomförd två år senare. Nu skulle gamla hedniska rester med sin tro på magi och övernaturlighet rationaliseras bort från samhället.
Malmös ställning och ekonomi försämrades under slutet av 1500-talet, när sillen uteblev 1560. Marknaden ödelades och ekonomin stagnerade. Folkmängden i Malmö 1570 var ungefär 3 000–4 000 personer.
I och med freden i Roskilde 1658 blev Malmö svenskt.

## Häxprocessernas karaktär
Häxprocesserna i Malmö inträffade i synnerhet mellan åren 1577 och 1583, och skedde i samband med reformationens införande samt den ekonomiska nedgången i slutet av 1500-talet. Precis som under andra häxprocesser runtom i världen, sammanföll detta med olika samhällsförändringar – demografiska, religiösa, politiska och ekonomiska.

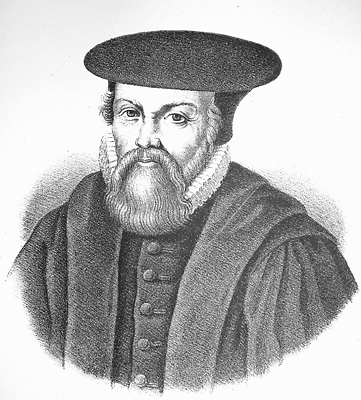
Peder Palladius, dansk biskop och häxmotståndare.

Peder Palladius var en dansk biskop, luthersk reformator och hård häxmotståndare, senare intendent i Lund. 1541 skriver Peder Palladius: 
"Trollkvinnorna får nu deras rätta lön. De kunne nu icke längre värna sig i denna Evangeliums ljusa dag. De får nu en världens skam. Av världen med dem! Det är också deras förtjänade lön. Man brände ju för en liten tid sedan en hop trollkvinnor i Malmö, Köge och annorstädes och höra vi, att där åter sitter en hop, som gripits i Malmö och skall brännas."
Trolldomsanklagelserna i Malmö kretsade ofta kring förgöring (skadande magi, maleficium), vilket är att fysiskt skada till exempel grödor genom missväxt eller människor genom sjukdom. Även anklagelser om signeri (hjälpande magi) förekommer. Särskilt ansatta var jordemödrarna, d.v.s. barnmorskor och läkekunniga. Detta kallades ibland för lövjeri, att använda örter för att bota sjukdomar. Detta levnads- och kunskapsmönster – människor inom folkmedicin, jordemödrar med mera – bland anklagade kvinnor återfinns runtom i världen under häxprocesser. I Malmö var det inte lika vanligt med anklagelser kring diabolism (djävulspakter), vilket i större utsträckning kännetecknade anklagelserna under Det stora oväsendet.

Palladius igen: "Löv, signelse, manelse eller trolldom, så skulle där köras samman hundra lass ved till hennes bak – med förlov sagt – så att hon efter förtjänst fick en svidande ända."

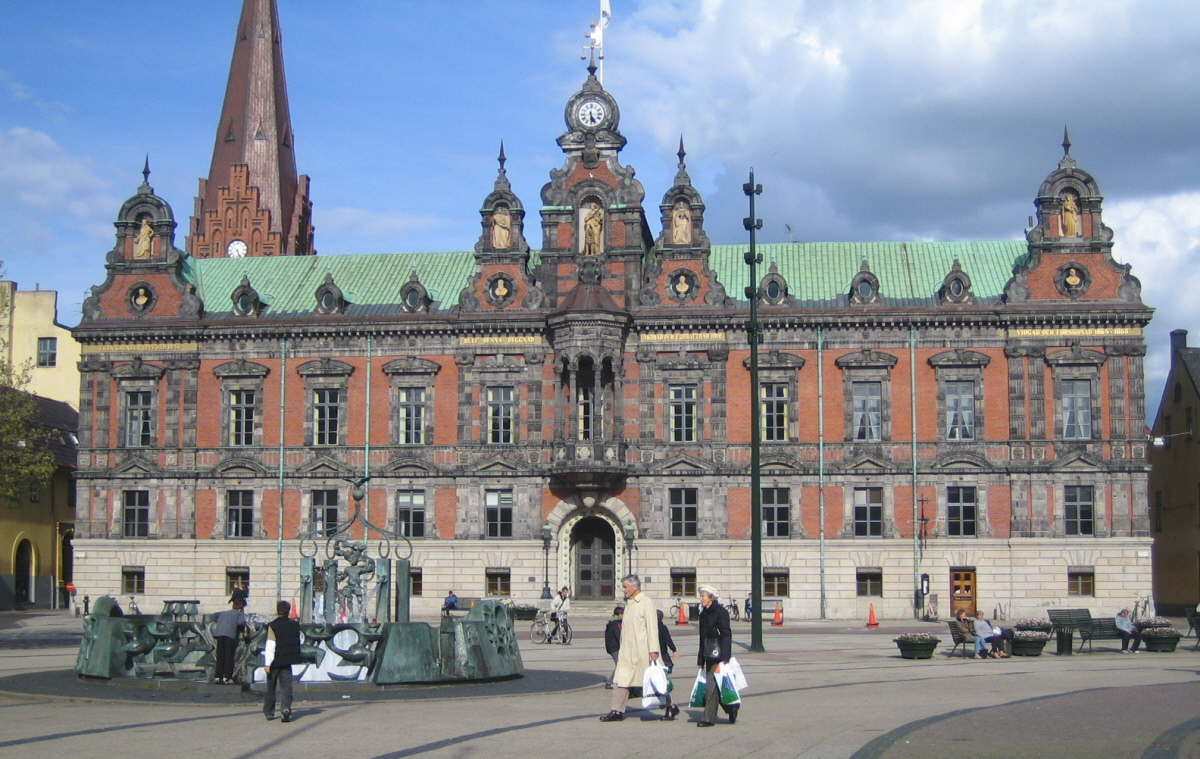
Malmö rådhus, byggt 1544–1547.

Rättegångarna skedde på Stortorget utanför Malmö rådhus, "Malmö byting", som stod klart 1547. Man placerade fyra trästockar i en fyrkant, där tingmännen fick sitta. I mitten placerade man den trolldomsanklagade på en så kallad ”tjuvsten”. I rådhusets källare fanns häkte, fångkammare och tortyrkammare. Tortyr användes, i enlighet med dansk lagstiftning, under rättsprocessen. Från 1547 fick enbart dödsdömda torteras. När domen skulle verkställas färdades den anklagade i en vagn från rådhuskällaren till Kirseberget. Som sällskap hade hon en eller två präster, bödeln och deras medhjälpare. De vandrade förbi folkmassorna och upp på berget.
Malmö var en av Danmarks stora städer för häxprocesser, och avrättningsmetoderna var extra grymma. Mellan 1543 och 1663 hölls 63 häxprocesser. Totalt anklagades minst 86 personer, och 38 personer brändes levande på bål, vilket var dansk praxis. Ofta fästes en krutpåse runt magen på de dömda. De bands sedan med rep på en stege och kastades in i bålet med avsikt att orsaka en explosion.
Det finns många likheter mellan häxprocesserna i Malmö och de på Tjörn hundra år senare, både sett till den hanseatiska handeln med sill, tematiken kring de trolldomsanklagade och att båda platserna tillhörde Danmark före 1658. De åtalade i Malmö och kringliggande platser (Köpenhamn, Köge, Helsingör) anklagades för att ha blåst upp till storm eller gjort vinden stiltje för kungens olika skepp, för att ha dragit sillen från land och för att ha orsakat sjukdom och förgöring. Detta är i princip identiskt med anklagelserna under häxprocesserna på Tjörn.

## Kirseberget

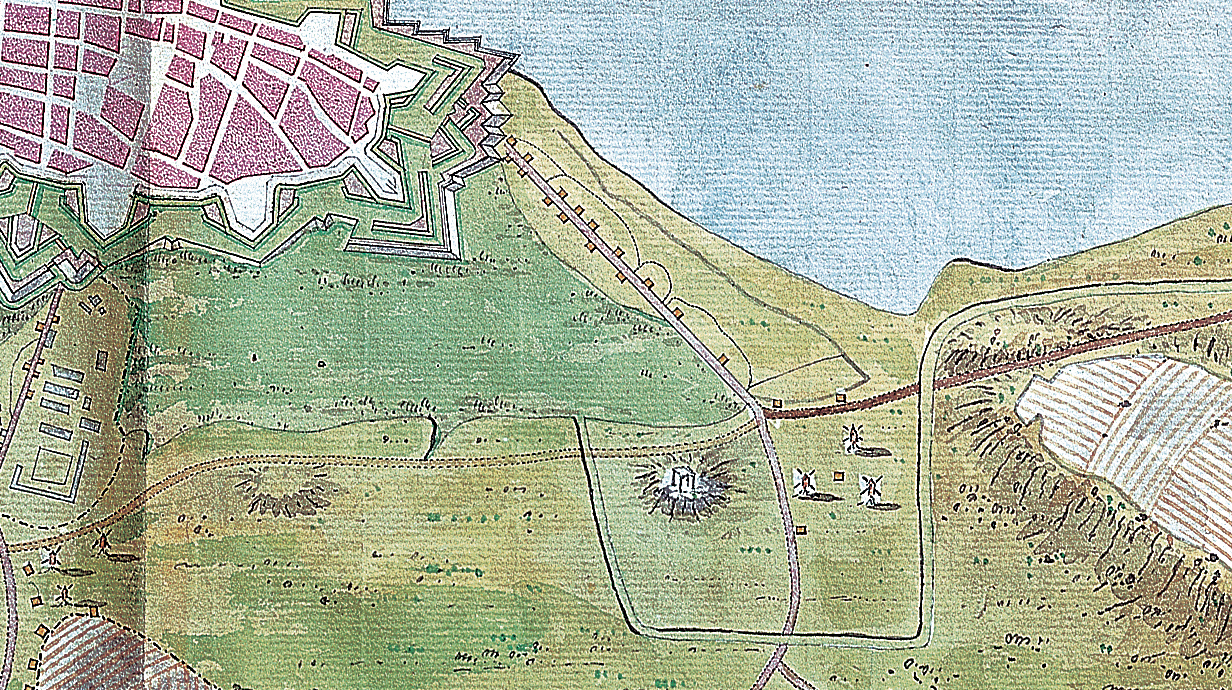
Malmö galgbacke samt höger därom Kirseberget, på en karta från tidigt 1700-tal.

Rörsjöområdet var en avrättningsplats under senmedeltiden i Malmö. Samtidigt hade man en speciell avrättningsplats på Kirseberg, avsedd för häxprocesserna. Under senare delen av 1500-talet kallades Kirseberg för Kejseberg. Vid den nuvarande Garnisonsplanteringen låg avrättningsplatsen för häxor. Tidigare hade man här tänt eldar och brasor kring valborg och midsommar. Arkeologen Sven Rosborn har upptäckt att marken här är mycket kolsvärtad efter häxprocesserna.

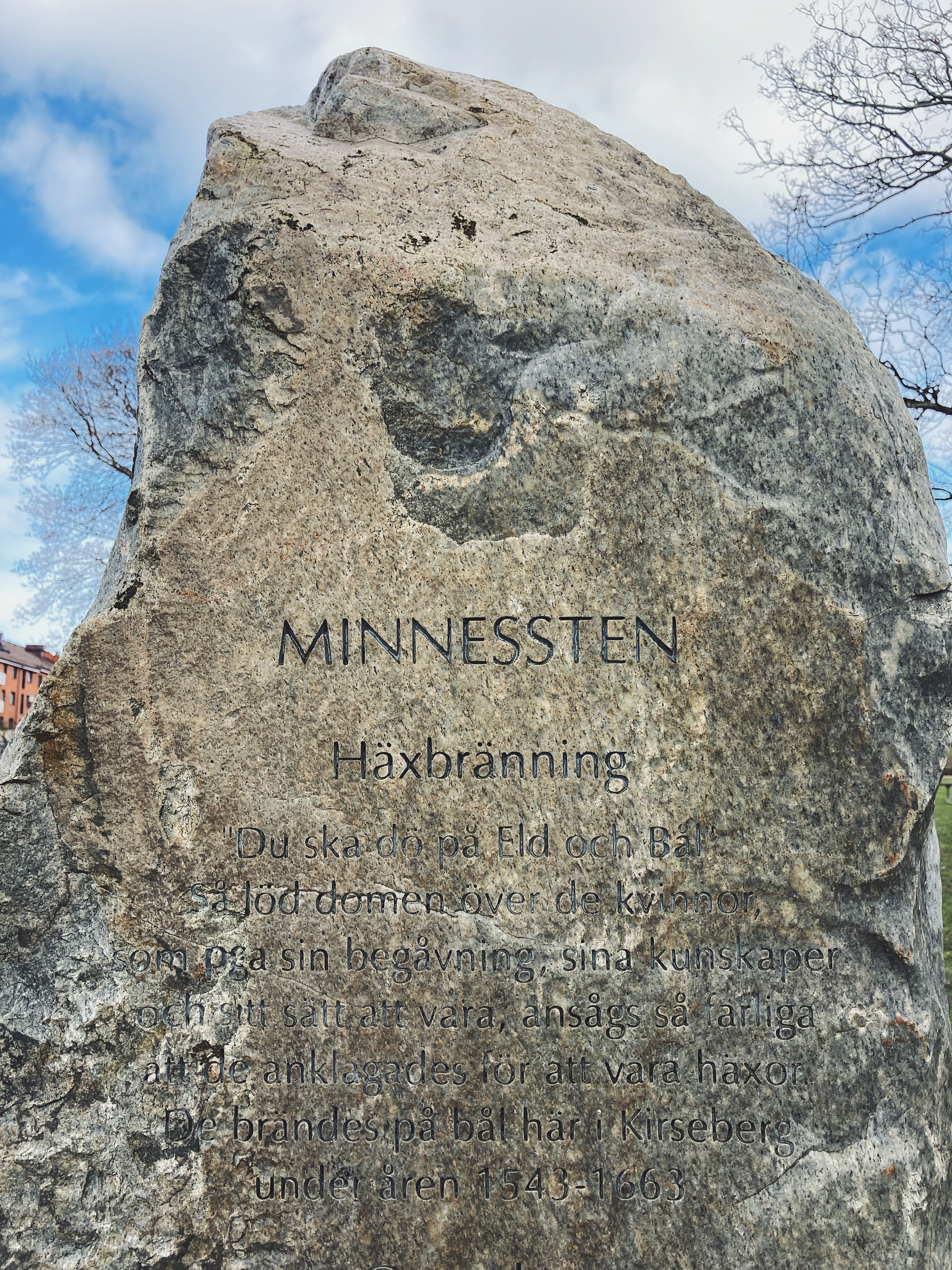
Minnessten för häxprocesserna, i Garnisonsplanteringen ("Tjyvaparken") på Kirseberg i Malmö.

### Minnesstenen på Garnisonsplanteringen
27 oktober 1997 restes en minnessten på Garnisonsplanteringen på Kirseberg, på ett område som kallas "Tjuvaparken". Den restes av kulturföreningen Vi på Backarna.
På minnesstenen går att läsa: 
"'Du ska dö på eld och bål.' Så löd domen över dom kvinnor som pga. sin begåvning, sina kunskaper och sitt sätt att vara ansågs så farliga att de anklagades för att vara häxor. De brändes på bål här i Kirseberg 1543-1663."
På minnesstenen står även att platsen varit gravplats för soldater och fångar från fängelset Malmöhus under 1800-talet.

## Kända fall

### Gyde Spandemager
Första kända fallet i Malmö. Gyde Spandemager anklagades 1543 för att ha förstört vinden för kung Kristian III:s 24 krigsfartyg på väg mot Holland. När flottan närmade sig Holland blev det stiltje, och de danska skeppen fick återvända hemåt. Kristian III ansåg detta vara "trolldom och djävulens verk" och tillsatte en trolldomskommission. Gyde Spandemager, läkekunnig kring sjukdomar, pekades ut som häxa. Hon fängslades och erkände under tortyr. Gyde Spandemager avrättades november 1543 genom bålbränning på Kirseberget.

### Lange Marine
Lange Marine, jordemor i Malmö som anklagades för trolldom år 1567. Försvarade sig inför Malmö domstol utanför rådhuset. Lange Marine avrättades genom bålbränning på Kirseberget.

### Jehanne Nielsdaatter
Ställdes inför rätta juli 1578 tillsammans med Barrabra. Jehanne var läkekunnig, och sa sig veta varför en man vid namn Matz Smed blivit sjuk. Smeds hustru letade upp Jehanne, som sa att Matz var utsatt för skadande magi (förgöring). Hon erbjöd sig att hjälpa Matz mot betalning och gav honom en salva (skulle kunna vara bolmört). Matz blev sämre, och Jehanne sa då att hon hade använt signeri, alltså hjälpande magi. Jehanne sa sedan att hon träffat Barrabra, som bett henne kasta ett papper med ett innehåll framför Matz dörr mot betalning. Jehanne kastade endast hälften av innehållet, eftersom hon inte ville att det skulle gå för illa för Matz, och erkände att hon orsakat Matz sjukdom. Jehanne Nielsdaatter dömdes till döden, och avrättades genom bålbränning.

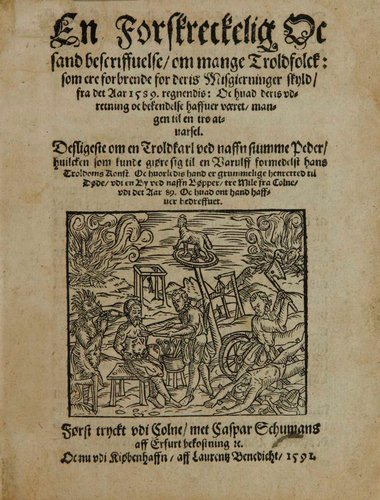
Pamflett om trolldom, utgiven i Danmark 1591.

### Barrabra, Oune Smeds moder
Ställdes inför rätta juli 1578 tillsammans med Jehanne Nielsdaatter. Barrabra nekade till anklagelser, och sa om Jehanne: ”Jorden under henne må öppnas, så att hon kan sjunka ner i avgrunden under djävulens fot!” Barrabra anklagades utöver detta för att ha dödat en kvinna och hennes barn. Barrabra dömdes till döden, och avrättades genom bålbränning.

### Karine Skomager
Karine Skomager anklagades för trolldom av flera personer, för elva olika händelser. Hon anklagades för signeri och förgöring, att ha orsakat sjukdom, men också botat en dräng. En fiskare hade vid ett tillfälle slagit Karin, efter att Karin skulle ha lagt en förbannelse över honom. Efter händelsen fick inte fiskaren någon sill, vilket han tolkade som att Karin hade förgjort fiskelyckan. Karin Skomager anklagade Anne Judequinde för trolldom. Karine Skomager dömdes till döden i september 1578 och avrättades genom bålbränning.

### Pernille Svends
Pernille Svends anklagades av Jehanne Nielsdaatter. Pernille dömdes till döden, samma dag som Karine Skomager, september 1578. Avrättades genom bålbränning.

### Kirstine Hellekanne
Kirstine Hellekanne anklagades av Jehanne Nielsdaatter. Kirstine dömdes till döden, samma dag som Karine Skomager, september 1578. Avrättades genom bålbränning.

### Inger Hyrens
Inger Hyrens anklagades för trolldom 1578. Dömdes till döden. Avrättades genom bålbränning.

### Karine Kempis
Anklagades för trolldom 1579, blev utpekad av tre kvinnor. Friades senare.

### Anne Judequinde (Dywels, djävulens, moder)
Judequinde betyder jylländsk kvinna. Anne föddes på Skagen. Hon anklagades 1579 av flera personer för signeri och förgöring. Hon hade verkat på flera platser, däribland Stävie, Barsebäck, Kävlinge och Lomma. Anne pekade ut en man vid namn Peder Willomsen, anklagad för att vara trollkarl, något som domstolen avfärdade. Anne Judequinde dömdes i november 1579 till döden, och avrättades 7 december 1579 genom bålbränning.

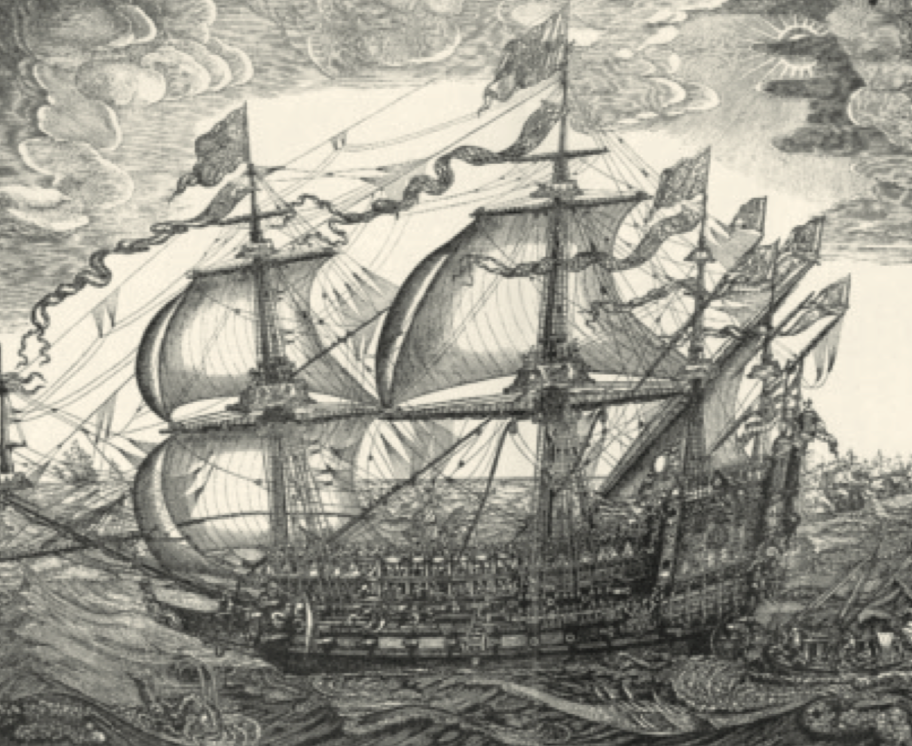
Illustration av danskt skepp, från "Danmarks riges historie 1588–1699".

### Inger Christiern Skredder
Anklagades för att ha gjort upp storm för danska skepp 1589, när Anna av Danmark var på väg till Skottland, vilket ledde till både danska och skotska häxprocesser. Ställdes inför rätta 1590, genomgick vattenprov, dömdes till döden 27 juli 1590, torterades svårt därefter. I detta fall förekom anklagelser som kretsade både kring förgöring (maleficium) och diabolism med djävulspakter och djävulsmärken. Inger Skredder avrättades 2 augusti 1590 genom bålbränning.

### Marine Brennevijn
Anklagades för att ha gjort upp storm för danska skepp 1589, när Anna av Danmark var på väg till Skottland, vilket ledde till både danska och skotska häxprocesser. Ställdes inför rätta 1590, genomgick vattenprov, dömdes till döden 27 juli 1590, torterades svårt därefter. I detta fall förekom anklagelser som kretsade både kring förgöring (maleficium) och diabolism med djävulspakter och djävulsmärken. Marine Brennevijn avrättades genom bålbränning.

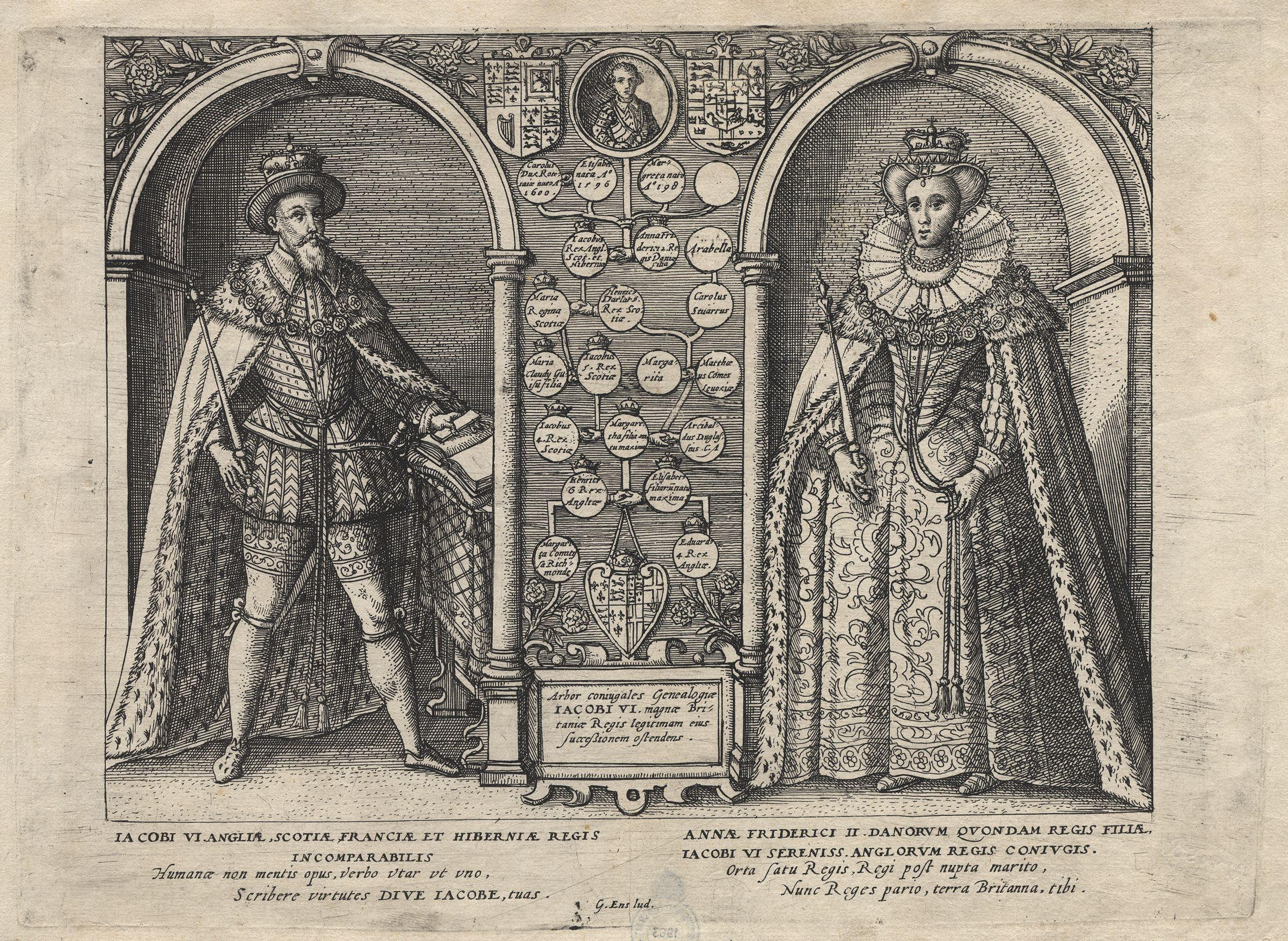
Anna av Danmark och Jakob I av England.

### Bente Bondequinde
Anklagades för att ha gjort upp storm för danska skepp 1589, när Anna av Danmark var på väg till Skottland, vilket ledde till både danska och skotska häxprocesser. Ställdes inför rätta 6 juli 1580, genomgick vattenprov, dömdes till döden 27 juli 1590, torterades svårt därefter. I detta fall förekom anklagelser som kretsade både kring förgöring (maleficium) och diabolism med djävulspakter och djävulsmärken. Bente Bondequine avrättades 17 augusti 1590 genom bålbränning.

### Kirstine Michils
Anklagades för trolldom 1589–1590, dömdes till döden och avrättades genom bålbränning.

### Kirstine Pallis Bommels
Anklagades för trolldom 1589–1590, dömdes till döden och avrättades genom bålbränning.

### Bente Foremand
Anklagades för trolldom 1589–1590, dömdes till döden och avrättades genom bålbränning.

### Mette Vigiers
Anklagades för trolldom 1589–1590, dömdes till döden och avrättades genom bålbränning.

### Kirstine Bahquinde
Anklagades för trolldom 1589–1590, blev bannlyst 26 oktober 1590.

### Svend Christoernszøen
Anklagades för trolldom 1589–1590, blev bannlyst 26 oktober 1590.

### Marine Galhiers
Anklagades för trolldom 1589–1590, frikändes senare.

### Hanna Hansdotter
Hanna Hansdotter bodde i Östra Grevie och anklagades för trolldom 1756, sist i Sverige med att dömas till döden för häxeri. Domen omvandlades till livstids straffarbete.

## Dokument
- Malmö Bytingsbok (Malmø tingbøger) 1577-83 och 1588-90